# 9016 Henrymoore
A 9016 Henrymoore (ideiglenes jelöléssel 1986 AE) a Naprendszer kisbolygóövében található aszteroida. Carolyn Shoemaker és Eugene Merle Shoemaker fedezte fel 1986. január 10-én.